# Тулилейк (град, Калифорния)
Тулилейк (на английски: Tulelake) е град в окръг Сискию, щата Калифорния, САЩ. Тулилейк е с население от 994 жители (по приблизителна оценка от 2017 г.) и обща площ от 1 km². Намира се на 1230 m надморска височина. ЗИП кодовете му са 96134, а телефонният му код е 530.